# Peter Freund
Peter Freund (* 17. února 1952) je německý spisovatel, scenárista a filmový producent. Freund studoval od roku 1971 žurnalistiku, politologii a sociologii. Během studia pracoval jako novinář na volné noze pro Tagesspiegel a Sender Freies Berlin. V letech 1980 až 1986 byl ředitelem několika kin v Berlíně, od roku 1986 působil jako filmový distributor. Od roku 1993 píše a produkuje pro Phoenix Film v Berlíně.
Peter je známý jako autor románů pro mládež o dívce Lauře Leanderové. V něm vypráví příběh mladé studentky internátní školy, která zjistí, že má magické síly a používá je proti zlu. Série byla původně plánována v pěti dílech, ale v roce 2007 pokračoval na žádost mnoha čtenářů, šestým dílem.
Peter je ženatý a má dvě děti a žije v Berlíně.